# UFO

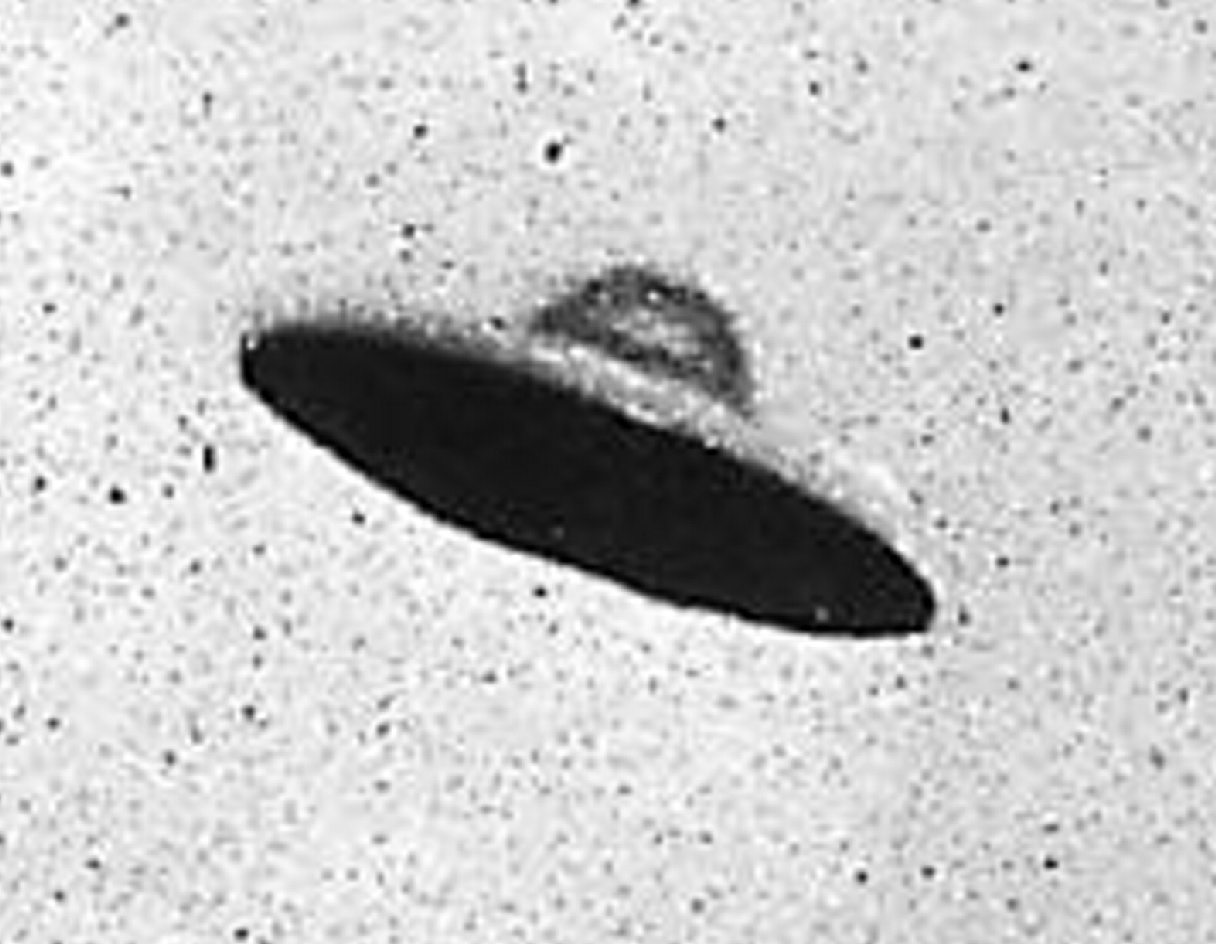
Klasický zrnitý černobílý snímek údajného neidentifikovaného létajícího objektu (UFO), Passaic, New Jersey, USA, (31. července 1952)

UFO (z anglického Unidentified Flying Object = neidentifikovaný létající objekt) je jev, kdy pozorovatel hlásí situaci, ve které pozoroval na obloze předmět, jehož podstatu není schopen racionálně vysvětlit (pozorovatel nemusí mít dostatečné znalosti nebo zkušenosti k tomu, aby daný předmět identifikoval, proto může být například letadlo jako UFO). Lidově je tento jev často označován jako pozorování „létajících talířů/velkých zvláštních objektů“. Britské ministerstvo obrany při výzkumu těchto jevů po roce 1996 používalo označení UAP (Unidentified Aerial Phenomena), protože označení UFO bylo již zprofanované.

## Historie

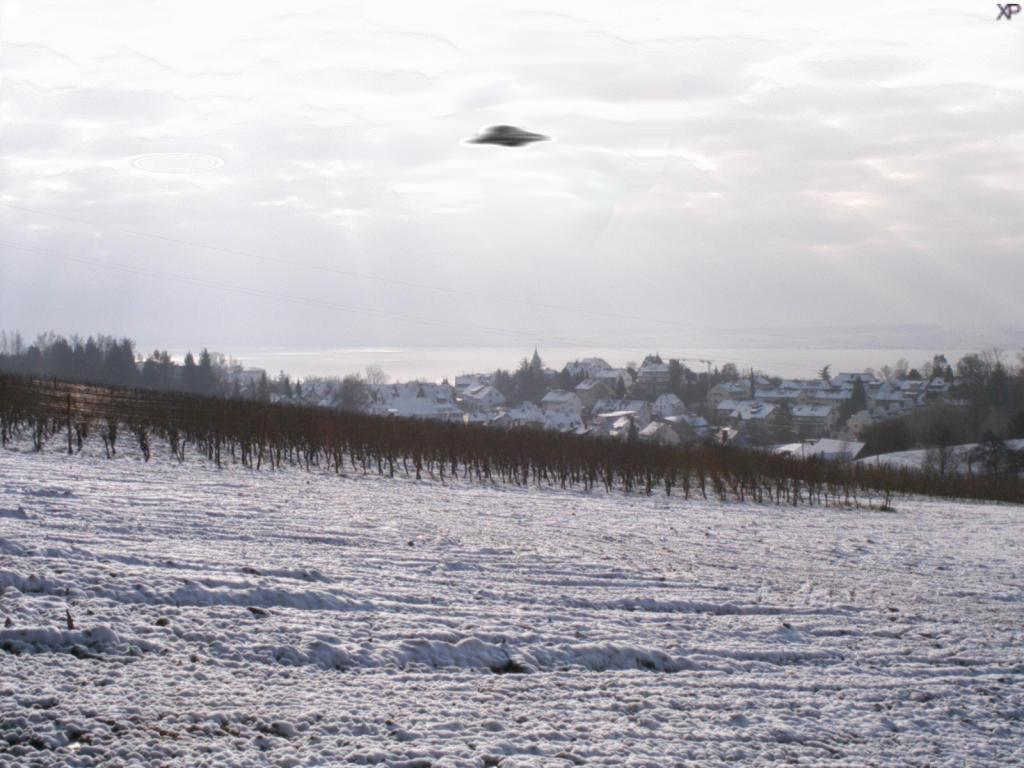
Fotomontáž – UFO vložené do digitální fotografie

Neznámý objekt za kabelem sondy RSS-1R raketoplánové mise STS-75

Kromě několika pasáží z historických textů, které jsou interpretovány jako popis setkání člověka s UFO, vzrostl zájem veřejnosti o tyto jevy v období po 2. světové válce. Na vzniku ufologie však neměly podíl žádné vědecké objevy, jako například modelování vzniku života, pokusy o zachycení signálů cizích kosmických civilizací. Tento směr se zformoval spíše jako odraz politických problémů rozděleného světa po druhé světové válce. Zpočátku byly centrem hlášených pozorování především Spojené státy americké, postupně jsou však hlášena pozorování UFO prakticky ze všech oblastí Země. Do současnosti bylo zaznamenáno několik desítek tisíc hlášení o pozorování UFO.
Naprostá většina těchto pozorování má racionálně vysvětlitelný původ, existuje však řada pozorování, kde se nepodařilo příčinu hlášeného jevu určit. Z nejznámějších historických pozorování UFO lze uvést tyto:

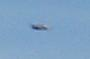
UFO, Jakobsdal, Linköping, Švédsko

Novodobá éra UFO začala v roce 1947. Toho roku letěl americký obchodník Kenneth Arnold 24. června svým soukromým letadlem nedaleko hory Mount Rainier ve státě Washington. Nahlásil, že spatřil devět velmi jasných objektů letících neuvěřitelnou rychlostí před štítem hory Rainier směrem k blízké hoře Mount Adams. Jeho pozorování získalo vzápětí velký ohlas ve sdělovacích prostředcích. Arnold později o objektech řekl, že letěly jako talíře, když je hodíte nad vodu, že byly ploché jako pekáč na koláče, že měly tvar půlměsíce, vpředu oválného a vzadu vypuklého a že vypadaly jako velký plochý disk. Tento jeho popis přejatý místním deníkem vedl k lidovému označení neznámých létajících strojů jako létajících disků či létajících talířů.
Patrně nejdiskutovanější případ se odehrál 2. července 1947 poblíž města Roswellu v Novém Mexiku v USA. Lidé tehdy na obloze uviděli objekt, o kterém tvrdili, že byl tvaru disku a nedokázali identifikovat jeho původ. Místní farmář prý poté našel na svém pozemku vzdáleném asi 110 km od Roswellu trosky, jejichž zdrojem měl být údajně právě zpozorovaný diskovitý objekt. Oznámil svůj nález policii, která společně s armádou místo zabezpečila a trosky odvezla na neznámé místo. Ještě dlouhá léta poté s v novinách objevovaly články, které přinášely výpovědi údajných svědků kteří se měli podílet na výzkumu vraku i mrtvé posádky létajícího talíře prováděném na letecké základně Wright Field v Daytonu. Událost se stala námětem několika knih i filmové předlohy, avšak americká armáda dodnes celou záležitost kategoricky popírá a prohlašuje ji za výmysl novinářů.
8. července 1947 vydala armáda tiskové prohlášení, že se jednalo o katastrofu létajícího talíře, druhý den prohlášení odvolala a prohlásila událost za pád meteorologického balónu, v roce 1994 vydala rozsáhlou zprávu, která předmět prohlásila za americký špionážní balón z projektu Mogul. Událost měla (postupně) dvě přirozená (oba balóny) a dvě spekulativní vysvětlení (létající talíř a mezi lety 1947 a 1994 utajovaná letecká zbraň, i když ne toho typu o kterém toto vysvětlení obvykle mluví).
Tvrdí se, že americký astronaut Frank Borman vyfotografoval neznámý předmět, který sledoval jejich kosmickou loď Gemini 7 v roce 1965.
Američan Jack Robertson tvrdí, že se v roce 1976 vrátil z vesmíru, kde byl společně s mimozemšťany. Po svém údajném návratu podstoupil psychiatrické vyšetření, které neodhalilo žádnou duševní poruchu.
V roce 1990 byla především v Belgii a Francii hlášena rozsáhlá řada nočních pozorování trojúhelníkových létajících předmětů se se světly v rozích. Představitelé belgické armády přitom důrazně popřeli, že by mohlo jít o zkoušky nového typu letadla. Tato tzv. „Belgická UFO“ byla posléze pozorována i na jiných místech, v České republice to bylo například v roce 2005 v Kladně nebo Otrokovicích.
V Československu došlo údajně 12. července 1987 k největšímu incidentu na Vranovské přehradě, kde měl vrtulník československé armády pronásledovat stříbrný předmět doutníkového tvaru o velikosti 10–15 m. Všechny zprávy o tomto incidentu pocházejí pouze z ústního podání účastníků incidentu a oficiálně nebyly nikdy potvrzeny.
V květnu roku 2016 americký prezident Barack Obama slíbil zveřejnění přísně tajných informací americké armády o fenoménu UFO. Podle experta na danou problematiku Stephena Basseta se bude jednat o průkopnické prohlášení, které zásadně změní pohled na tento záhadný jev, který byl poprvé výrazně zaznamenán krátce po II. světové válce. Podobné prohlášení rovněž pronesla prezidentská kandidátka Hillary Clintonová. Podle kritiků se pouze jednalo o promyšlenou reklamu na demokratického kandidáta v kontextu prezidentských voleb v listopadu roku 2016.[zdroj?]
V roce 2017 došlo v USA k odhalení programu AATIP (Advanced Aerospace Threat Identification Program). Existenci potvrdil jeho bývalý ředitel Luis Elizondo. Na veřejnost se postupně dostala celkem 4 videa zachycující neidentifikovatelné předměty pohybující se v blízkosti amerických vojenských lodí. První trojice videí zachycuje incidenty z let 2004 a 2015, přičemž byla Námořnictvem Spojených států amerických uznána jako pravá. Poslední video pak zobrazuje objekt ve tvaru trojúhelníku, pořízeno bylo v roce 2019 a jeho pravost byla taktéž potvrzena ze strany úřadů. Zájem širší veřejnosti však vzbudil až rozhovor s piloty, kteří byli přímými svědky incidentu z roku 2004, v pořadu 60 Minutes. Zde mimo jiné zaznělo, že objekt měl tvar bílého „Tic Tac“ a nedisponoval konvenčním pohonem. Během snahy o přiblížení a identifikaci dle pilotů objekt náhle zmizel, jen aby se objevil na obrazovkách radarů 60 mil daleko. Na základě zdrojů z Pentagonu byla možnost, že se jedná o utajená americká letadla, vyloučena. Neexistují však ani důkazy, že se jedná o mimozemské lodě. Dle rozhovoru s Luisem Elizondo se nejedná o ojedinělé incidenty, poukázal na existenci souvislosti mezi pozorováním UFO a jadernými zařízeními po celém světě. Dle zmíněných pozorování údajně došlo k deaktivaci jaderných zařízení. Zároveň existují ale případy, kdy UFO naopak uvedlo jaderné střely do stavu pohotovosti.
25. června 2021 americké zpravodajské služby zveřejnily zprávu o neidentifikovaných létajících jevech (UAP). Vypracována byla na základě přílohy k zákonu o autorizaci zpravodajských služeb pro fiskální rok 2021. Službám bylo tímto uloženo, aby předložily podrobnou analýzu nashromážděných dat týkající se fenoménu UFO. Zpráva uvádí, že uspokojivě vysvětlit se podařilo jedno ze 144 pozorování UFO v rozmezí let 2004 až 2021. Z toho v 80 případech bylo UFO sledováno několika senzory. Neobvyklé letové charakteristiky byly pozorovány u 18 incidentů, zejména se jednalo o nehybné vznášení se ve vzduchu, schopnost dosahovat značných rychlostí bez zřetelného pohonu nebo o náhlé a prudké manévry. Zpráva však upozorňuje, že neobvyklé letové charakteristiky mohly být způsobeny chybami senzorů. Pro vysvětlení fenoménu bude dle zpravodajských služeb potřeba systematického sběru a analýzy dat, případně dosažení dalšího vědeckého pokroku. Zpráva označuje UAP za hrozbu pro letovou bezpečnost a třebaže k tomu nyní nic nenasvědčuje, může se jednat i o ohrožení národní bezpečnosti, pakliže za pozorováními stojí letouny cizího státu.
17. května 2022 proběhlo první veřejné slyšení před Americkým kongresem ohledně jevu UAP. Zástupci úřadu pro řešení anomálií (AARO) zřízený v rámci ministerstva obrany USA uvedli, že nemají žádné důkazy, které by nasvědčovaly na mimozemský původ pozorovaných objektů: „V rámci operační skupiny UAP jsme nezjistili žádné informace, které by naznačovaly, že jde o něco mimozemského původu“. Současně ale zástupce ředitele námořního zpravodajství Scott Bray zmínil, že: „Existuje malá hrstka událostí, u nichž existují letové charakteristiky nebo řízení signatury, které nedokážeme vysvětlit pomocí dostupných údajů.“ Citace se nápadně podobá výroku Johna A. Samforda, který zazněl na tiskové konferenci 31. 7. 1952 v důsledku pozorování UFO v období od 12. do 29. 7. 1952 nad Washingtonem. Doslova tehdy zaznělo: „Určité (malé) procento pozorování (UFO) však bylo podáno věrohodnými pozorovateli, kteří viděli poměrně neuvěřitelných věcí. Právě tuto skupinu pozorování se nyní pokoušíme vyřešit.“ O neobvyklých letových charakteristikách pak hovoří i výroční zpráva AARO 2022: „Zdá se, že některé z těchto necharakterizovaných UAP vykazují neobvyklé letové charakteristiky nebo výkonnostní schopnosti a vyžadují další analýzu.“
Další slyšení proběhlo 19. dubna 2023. Ředitel kanceláře AARO během prezentace uvedl, že „AARO dosud nenalezlo žádné věrohodné důkazy o mimozemské aktivitě, technologiích mimo svět nebo objektech, které odporují známým fyzikálním zákonům“. Během slyšel pak zveřejnil záběry natočené 12. 7. 2022 americkým dronem v Iráku. Zachycuje letící orb, pro který zástupci úřadu nemají vysvětlení. Podle statistik tvoří více než 50 % pozorování UAP právě stříbrné, zdánlivě kovové „koule“, které (mimo jiné) jsou charakteristické chybějící tepelnou signaturou za výfukovými plyny.

## Druhy UFO
Dělení podle tvaru:
- UFO diskovitého, oválného nebo talířovitého tvaru (Létající talíře)
- UFO trojúhelníkového tvaru (Černé trojúhelníky)
- UFO podlouhlého válcovitého tvaru (Doutníkové UFO)
- UFO jiných tvarů (bumerangový, sférický, diamantový, srpovitý, vejčitý, kulový, foo fighter a další)

Doktor J. Allen Hynek vytvořil moderní systém kategorizace UFO (řazení do skupin) podle podmínek během jeho pozorování. Za první rozřazovací kritérium považoval vzdálenost od neidentifikovaného předmětu. Pokud je větší než 500 stop (cca 150 metrů) dělí se UFO do těchto tří kategorií:
- Noční světla (Nocturnal Lights, NL): podivné světelné jevy viděné v noci
- Denní disky (Daylight Discs, DD): kovové nebo jiné zdánlivě pevné a kompaktní disky viděné za denního světla
- Radarové/vizuální případy (Radar/Visual Cases, RV): zaznamenané radarem i očitými svědky

V případě, že se svědek octne ve vzdálenosti menší než 500 stop (150 metrů), spadá podle Hynka svědectví do kategorie blízké setkání (Close Encounter, CE):
- Blízká setkání prvního druhu (CE1; CE-I): svědectví UFO, které nezanechalo žádné stopy
- Blízká setkání druhého druhu (CE2; CE-II): svědectví UFO, které zanechalo stopy nebo bylo zaznamenáno na radaru
- Blízká setkání třetího druhu (CE3; CE-III): svědectví UFO a jeho posádky
- Blízká setkání čtvrtého druhu (CE4; CE-IV): Případy, kdy byli do UFO uneseni lidé, obecně nazývané únosy do UFO.
- Blízké setkání pátého druhu (CE5; CE-V): kontakt s mimozemšťany iniciovaný lidmi, konkrétně CE-5 Iniciativou

Ve velmi teoretické rovině existují ještě dva typy blízkého setkání:
- Blízké setkání šestého druhu (CE6; CE-VI): smrt člověka či zvířete po kontaktu s UFO.
- Blízké setkání sedmého druhu (CE7; CE-VII): vytvoření hybridního křížence člověka a mimozemšťana

### Hypotetické třídy UFO (podle předpokládaného původu)
U některých typů UFO zjevně nebo ani po přezkoumání nelze předpokládat nějaké „normální“, „konvenční“, „obyčejné“, „přirozené“ vysvětlení, tedy, odborně řečeno, lze předpokládat, že by mohlo jít o UFO jedné z pěti tzv. hypotetických tříd:[zdroj?]
- Třída A (tzv. hlavní třída): UFO vzniklé zcela nebo částečně působením dosud neznámých nebo nedostatečně vysvětlených přírodních sil a zákonů
- Třída B: UFO vzniklé nezvyklou, mimořádnou kombinací známých přírodních sil a vysvětlitelné kombinací známých přírodních zákonů
- Třída C: UFO mimozemského inteligentního původu
- Třída D: UFO pozemského inteligentního původu (lidská civilizace, nelidská pozemská civilizace, paralelní (skrytá) lidská civilizace, lidská pozemská civilizace z jiného času, časoprostoru – např. z budoucnosti nebo z vyššího či paralelního prostoru)
- Třída E: UFO relativně nemateriálního původu (paranormální, psychotronický, duchovní jev)

## Pokusy o vysvětlení
Vzhledem k mimořádnému zájmu sdělovacích prostředků byly vládami všech zainteresovaných států (především USA) ustanoveny různé komise a výbory které měly vnést jasno do otázky původu nevysvětlených fenoménů UFO. Patrně největším z těchto projektů byl Projekt Blue Book, který pod patronací a finančního zabezpečení vlády USA v letech 1952 – 1970 prozkoumal více než 10 000 hlášení o výskytu UFO na území USA. Výsledkem této velmi obsáhlé odborné studie bylo konstatování, že ve více než 90 % případů lze hlášená pozorování zcela racionálně vysvětlit přírodními jevy a úkazy. Přesto však zbývá přibližně 3 % hlášení, pro která nebylo uspokojivé vysvětlení nalezeno a zůstávají dodnes záhadou.
V 90. letech byla provedena ve Francii rozsáhlá studie pracovní skupiny COMETA, která analyzovala data sbíraná již od 50. letech po současnost. Výsledkem bylo, že v roce 1999 byla vydána Zpráva COMETA. Zpráva konstatovala, že přibližně 5 % ze studovaných UFO případů, byly naprosto nevysvětlitelné. Jako nejlepším vysvětlením pro tyto případy byla zvolena mimozemská hypotéza.[zdroj?]

### Nejčastější vysvětlení
Naprostá většina případů byla označena za UFO proto, že svědek nebyl schopen objekt identifikovat, ale přesto by bylo možné jej vysvětlit. Jde převážně o:
- pozorování letadel zvláště při startu nebo přistávání, vzducholodí nebo meteorologických balonů v neobvyklém nasvícení nebo pozorované pod zvláštním úhlem
- pozorování raket, družic často v okamžiku jejich zániku v atmosféře
- atmosférické jevy jako neobvyklý tvar mraků, sluneční a měsíční halo, polární záře, krystalky ledu ve vysokých vrstvách atmosféry a mnohé další
- astronomická tělesa – Měsíc, planety (hlavně Venuše), hvězdy…
- elektrometeor[31]
- hořící bahenní plyny
- pád meteoru
- světla reflektorů nebo laserových efektů odražená mraky, vzdálený ohňostroj…
- hejna tažných ptáků
- halucinace
- úmyslné falešné hlášení s cílem finančního zisku, šíření dezinformace, vlastního zviditelnění nebo i z důvodu duševní poruchy
- fotomontáže či vytváření falešných důkazů
- malý objekt blízko objektivu působící jako velký v pozadí (hmyz, pták, prachové částečky, nečistota na objektivu aj.)
- malý objekt ve sluneční koróně působící jako velký v pozadí (hmyz, ochmýřená semena aj.)
- chyba na fotografickém materiálu
- chyba při vyvolávání
- chyba při elektronickém zpracování
- neúmyslná dvojitá expozice

### Spekulace o původu UFO
V teoretické rovině existuje možnost, že daný fenomén není možné určit žádnou z výše uvedených možností. Poté se někteří lidé přiklánějí k tomu, že může jít o:
- utajované zkoušky letadel, vesmírných lodí
- dosud neobjevený nebo nepopsaný přírodní úkaz / fyzikální zákon
- návštěvy vesmírných lodí (nebo jejich částí) mimozemské civilizace
- návštěvy lidí, kteří žijí mimo dosah naší civilizace, ale mají možnost například cestování časem